# جورج نوبل
جورج نوبل (بالهولندية: George Knobel)‏، من مواليد 10 ديسمبر 1922، مدرب كرة قدم هولندي سابق، درب منتخب هولندا لكرة القدم بين عامي 1974 و1976.

## روابط خارجية
- جورج نوبل على موقع قاعدة بيانات كرة القدم.إي يو (الإنجليزية)
- جورج نوبل على موقع عالم كرة القدم.نت (الإنجليزية)